# CaFée mit Herz
Das CaFée mit Herz ist eine Anlauf- und Tagesaufenthaltsstätte (TAS) für Obdachlose und sozial Bedürftige im Hamburger Stadtteil St. Pauli. Die über den Hilfsverein CaFée mit Herz e. V. in freier Trägerschaft finanzierte Einrichtung wurde 2000 nach zuvor jahrelangen Auseinandersetzungen auf dem Gelände des ehemaligen Hamburger Hafenkrankenhauses gegründet und ist seitdem an Vereinsmitgliedern, Aufgaben/Projekten, Budget, Unterstützern und Gästen beständig gewachsen.

## Geschichte

Titelseite der Hamburger Morgenpost vom 10. Juli 2023 mit der CaFée mit Herz e.V.-Geschäftsführerin Maike Oberschelp. Thema des Berichts: Frauenarmut in Hamburg am Bsp. von weiblichen Gästen des CaFée mit Herz.

Das CaFée mit Herz entstand nach jahrelangen massiven Protesten der Bürgerinitiative „Hamburg steht auf“ (anfangs „Ein Stadtteil steht auf“) gegen die Schließung des Hafenkrankenhauses sowie um die zukünftige Nutzung des Geländes an der Seewartenstraße. Bekanntester Aktivist der Proteste, einer der Gründer und zeitweiliger Geschäftsführer des damals neuartigen Hilfsprojekts und Vereins war Holger Hanisch.
Über die Gründungsgeschichte und wohl auch aufgrund seiner exponierten Lage am innerstädtischen Hafenrand der Metropole Hamburg und im touristisch viel frequentierten sozialen Brennpunkt, Vergnügungs- und Rotlichtviertel St. Pauli wird die Arbeit des CaFée mit Herz von privaten Spendern, Medien und der Zivilgesellschaft mittlerweile als Hilfswerk für Fragen der Obdachlosigkeit auch überregional und deutschlandweit beachtet.

Die Einrichtung wurde schon wenige Jahre nach der Gründung in einschlägiger Fachliteratur als ein aus bürgerschaftlichem Engagement heraus entstandener neuartiger sozialpolitischer Akteur beschrieben: 

„Das Café mit Herz mag beispielhaft für Initiativen stehen, die sich in einem konflikthaften Verhältnis zur Kommune befinden und daraus ihre besondere Qualität und Energie beziehen.“

Die Anzahl der hilfesuchenden Menschen aus Ost- und Südosteuropa nimmt, wie in vielen vergleichbaren Einrichtungen europäischer Großstädte, seit Jahren (Stand: 2021) stetig zu. Bundesweit als prominent bekannte Unterstützer des Hilfsvereins sind unter anderen der SPD-Politiker Johannes Kahrs, der Kulturveranstalter Corny Littmann und der Fotograf Günter Zint. 2019 veröffentlichte die Hamburger Autorin Susanne Groth den Fotoband Abseits: Vom Leben am Rande der Gesellschaft in Hamburgs Mitte, der sich vor allem mit Gästen und Besuchern der Einrichtung befasst. Die Erlöse aus dem Buch gehen nach Angaben der Autorin komplett an das (den) CaFée mit Herz (e. V.). Der Verein CaFée mit Herz bezieht keine öffentlichen Mittel und ist – neben Sachspenden und ehrenamtlicher Unterstützung – auf private Zuwendungen angewiesen.
2009 bezifferte die damalige Geschäftsführerin den monatlichen Finanzbedarf auf 12.000 bis 14.000 Euro. 2021 sprach der damalige Geschäftsführer, Jan Marquardt, von einem Jahresbudget von 600.000 Euro.

## Tätigkeitsfelder

### Frühstück und Mittagessen
Täglich werden heute am Standort des ehemaligen Hafenkrankenhauses an der Seewartenstraße Frühstück und ca. 300 Mittagessen ausgegeben, 2019 waren es nach Angaben des Vereins ca. 100.000 insgesamt, 25.000 mehr als noch 2011. Während der Coronapandemie stieg die Zahl der durchschnittlich pro Woche ausgegebenen Essen von 1500 auf 2800.

### Weitere Hilfen
Es gibt Duschen, Aufenthaltsmöglichkeiten für die Gäste, Sozialberatung und eine Kleiderkammer. An die TAS sind heute weitere soziale Hilfsprojekte angeschlossen, die – wie das CaFée/die TAS – überwiegend von Ehrenamtlichen betrieben werden. 2020 wurden mit der Anmietung von Hotelzimmern zu Beginn der Coronapandemie und einem Housing-First-Projekt mit der Anmietung von Wohnungen zwei neue Vorhaben gestartet, die zwei maßgebliche, viel diskutierte und neuartige Sozialkonzepte zum Umgang mit Obdach- und Wohnungslosigkeit in Deutschland, Europa und weltweit abbilden.
Der Verein leistet auch aufsuchende Sozialarbeit im Stadtteil (u. a. über ein Fahrzeug).

### Kältebus und Hitzebus
Das CaFée mit Herz betreibt seit 2021 hamburgweit einen Kältebus. Er verteilt Schlafsäcke und warme Kleidung und transportiert hilfebedürftige Obdachlose in die Obdachlosenunterkünfte. Seit 2022 fährt das Projekt in Sommermonaten bei Bedarf auch als so genannter Hitzebus. Obdachlose Menschen sind v. a. in Großstädten zunehmend im Sommer genauso von Witterungsbedingungen betroffen wie im Winter.

### Gesundheitsmobil (bis 2022)
Das so genannte Gesundheitsmobil Hamburg ist eine mobile medizinische Hilfsinitiative für Menschen ohne Krankenversicherung. Fachkräfte mit vorzugsweise ärztlicher oder krankenpflegerischer Ausbildung helfen. Im Sommer 2022 trat das Gesundheitsmobil Hamburg aus der Trägerschaft unter dem Dach des CaFée mit Herz e. V. aus und gründete einen eigenen Verein.

### Studentische Poliklinik Stupoli
Seit 2018 findet in den Räumen des CaFée mit Herz eine wöchentliche allgemeinmedizinische offene Sprechstunde für Menschen ohne Krankenversicherung statt. Die Behandler sind Medizinstudenten unter der fachlichen Aufsicht von approbierten Ärzten. Das Projekt ist eine Kooperation zwischen dem Verein CaFée mit Herz, der studentischen Initiative Stupoli Hamburg und dem Asklepios Campus Hamburg. Es entstand nach dem Vorbild der Stupoli Frankfurt.

## Jüngere sozialpolitische Kontroversen und Kritik
2022 und 2023 beschrieb die Geschäftsführerin (seit 2021) des Vereins, Maike Oberschelp, in der örtlichen Presse am Beispiel der Besucher ihrer Einrichtung mehrmals neuartige Phänomene im  Bereich Obdach- bzw. Wohnungslosigkeit und des Hamburger Prekariats wie Auswirkungen des Klimawandels für Menschen auf der Straße v. a. im Sommer und die Sichtbarkeit von Frauenarmut in Einrichtungen wie das CaFée mit Herz unter anderem im Zusammenhang mit der so genannten Rentenlücke.
Im Zuge der Coronapandemie und im Winter 2020/2021 beteiligte sich der Verein trotz seiner an sich abseits des sozialen und mildtätigen Zwecks politischen Neutralität zusammen mit anderen Hamburger Hilfseinrichtungen, -projekten und -initiativen immer wieder an der öffentlichen sozialpolitischen Auseinandersetzung über die angemessene Unterbringung und Versorgung von Obdachlosen unter Winterkälte- oder Corona-Abstandsbedingungen. In Hamburg werden Obdachlose seitens der öffentlichen Hand bislang (2021) nicht wie in anderen Großstädten in leerstehenden Hotelzimmern untergebracht, es gibt lediglich spendenfinanzierte Initiativen dieser Art. Im Winter 2020/21 starben ungewöhnlich viele Menschen auf der Straße. Ein weiterer Konfliktpunkt waren die eingeschränkten Öffnungen von Hamburger Anlaufstellen für Obdachlose im Zuge der Coronapandemie. Das CaFée mit Herz galt 2021 als die einzige Einrichtung ihrer Art, die während der Pandemie 2020/21 durchgängig geöffnet hatte.
2011 gab es eine vielfach auch überregional wie bundesweit öffentlich beachtete Auseinandersetzung zwischen der damaligen Vereinsgeschäftsführung und dem Hamburger Obdachlosen-Aktivisten Max Bryan. um die Beteiligung an einer Benefiz-Fahrradtour quer durch Deutschland.

## Trivia
Im Oktober 2022 veröffentlichte der Hamburger Rapper Disarstar ein Musikvideo, welches ihn in der Nachbarschaft des CaFée mit Herz zeigt, und in dem er so genannte defensive Architektur – in diesem Fall Metallbügel auf einer Betonbank, die Menschen am Schlafen/Ausstrecken des Körpers auf der Fläche hindern sollen – mittels einer Flex entfernt. Am Ende des Videos rief Disarstar kommentarlos zu Spenden für den CaFée mit Herz e.V. auf.

„Ich gehe dort jeden Tag mindestens zwei Mal mit meinem Hund vorbei. So komme ich immer wieder mit Leuten in Kontakt und habe da einen täglichen Austausch. Ich habe den Eindruck, die machen dort eine tolle Arbeit. Deswegen ist es naheliegend für mich gewesen, dass ich diesen Ort am Ende des Videos einblende und um Spenden bitte.“

Im Dezember 2022 wurde die Koordinatorin des CaFée mit Herz-Projekts (Hamburger) Kältebus, Christina Pillat-Prieß, vom TV-Sender Hamburg 1 als „Hamburgerin des Jahres“ in der Kategorie soziales Engagement ausgezeichnet. Die Laudatio hielt Oke Göttlich.
Im Mai 2023 wählte die über ihre Stiftung All within my hands auch in humanitären und sozialen Fragen weltweit aktive Band Metallica das CaFée mit Herz anlässlich ihrer aktuellen Tournee #M72 für die Auftritte in Hamburg als lokalen non profit partner aus und spendete einen fünfstelligen Betrag.
2022 und 2023 formierte sich rund um das CaFée mit Herz und seine Projekte (v. a. den Kältebus Hamburg) eine Gruppe von Hamburger Musikern wie Jessy Martens, WellBad, Jimmy Cornett und Stan Silver  unter dem Motto "Sounds für die Straße", #soundsfuerdiestrasse. Die Künstler traten und treten ohne Gage auf, ein ehrenamtlicher Freundes- und Unterstützerkreis organisiert die Veranstaltungen.
2023 feierte die auf HH-St. Pauli benachbarte Kabarett-Bühne Pulverfass ihr 50-jähriges Jubiläum u. a. mit einer großen Torte und spendete zu diesem Anlass öffentlichkeitswirksam – anwesend waren u. a. Eve Champagne und Peter Tschentscher – die Süßspeise den an dem Tag zum regulären Mittagessen anwesenden CaFée mit Herz-Gästen.